# Nomioides minutissimus
Nomioides minutissimus är en biart som först beskrevs av Rossi 1790.  Nomioides minutissimus ingår i släktet Nomioides och familjen vägbin. Inga underarter finns listade i Catalogue of Life.